# El Mesón, Guerrero
El Mesón är en ort i Mexiko.   Den ligger i kommunen San Luis Acatlán och delstaten Guerrero, i den södra delen av landet, 300 km söder om huvudstaden Mexico City. El Mesón ligger 311 meter över havet och antalet invånare är 128.
Terrängen runt El Mesón är kuperad. Runt El Mesón är det ganska glesbefolkat, med 34 invånare per kvadratkilometer. Närmaste större samhälle är San Luis Acatlán, 4,7 km norr om El Mesón. Omgivningarna runt El Mesón är en mosaik av jordbruksmark och naturlig växtlighet.